# Клас Олденбург
Клас Олденбург (на шведски: Claes Oldenburg) е американски скулптор от шведски произход. Представител на стила попарт.

## Биография
Клас Олденбург е роденна 28 януари 1929 г. в Стокхолм в семейството на Йоста Олденбург и съпругата му Зигрид Елизабет, по баща Линдфорс.Баща му е шведски дипломат, изпратен в Ню Йорк през 1936 г. и вкрайна сметка назначен за генерален консул на Швеция в Чикаго, където Олденбург израства, учейки в Латинското училище. Следва литература и история в Йейлския университет от 1946 до 1950 г., а след това в Института по изкуствата в Чикаго до 1954 г.
Получава американско гражданство през 1953 г. Живее основно в Ню Йорк и Чикаго.
През 1960-те години участва в т.нар. хепънинги. Първата му съпруга (1960–1970) Пати Муха (Патриша Мучински), която шие много от ранните му меки скулптури, е постоянен участник в неговите хепънинги. Неговият нахален, често хумористичен подход към изкуството влиза в остро противоречие с преобладаващата чувствителност, според която по своята същност изкуството се занимава с „дълбоки“ изрази или идеи.
По-късно започва да създава мащабни скулптурни обекти с утилитарно предназначение. Първоначално тези произведения са смятани за вид провокации, но днес се възприемат като естествено допълнение на градската среда. Така например пред рекламната агенция Chiat\Day в Лос Анджелис поставя гигантски черен бинокъл с големина на сграда – съвместен проект с Франк Гери от 1991 г. На площада пред железопътната гара в Милано е издигната гигантска игла с конец, излизащ от земята, като другият край на конеца е на противоположната страна на площада под формата на възел. През 2001 г. Олденбург и ван Брюген създават Dropped Cone, огромна обърната фунийка със сладолед на върха на търговски център в Кьолн, Германия.
През 1985 г. във Венеция представя Il Corso del Coltello. Инсталацията включва Knife Ship (Кораб с ножове), гигантски швейцарски армейски нож, оборудван с гребла; за пърформанс корабът е спуснат на вода пред Арсенала в опит да съчетае изкуството, архитектурата и театъра. Корабът с ножове пътува из музеи в Америка и Европа между 1986 и 1988 г.
През 1989 г. на Олденбург е присъдена наградата „Волф“ в областта на изкуството, а през 1995 г. наградата „Ролф Шок“ – национален медал на САЩ в областта на изкуството.
Умира на 18 юли 2022 г.

## Семейство
От 1977 г. е женен за скулпторката Коси ван Бруген (1942-2009). Повечето от творбите си след 1977 г. прави съвместно с нея.

## Галерия
- „Летящи кегли“ от Клас Олденбург и съпругата му Коси ван Бруген, Айндховен, Нидерландия
- „Гигантски билярдни топки“ (1977) от Клас Олденбург и Коси ван Бруген, Мюнстер, Германия
- „Градински маркуч“, Фрайбург, Баден-Вюртемберг, Германия
- „Винтоарка“, Ротердам, Нидерландия
- „Извор“ 2006, Коси ван Бруген и Клас Олденбург, Сеул, Южна Корея
- „Бутилка писмо“, Мидълзбро, Северен Йоркшър, Англия
- „Изпусната фунийка“ 2001, Клас Олденбург и Коси ван Бруген, Кьолн, Германия
- „Обърната яка и вратовръзка“ на Вестендщрасе 1, Франкфурт на Майн, Германия

## За него
- De Chiaro, Tommaso. Claes Oldenburg e l'iconografia del banale, Roma, Edicoop, 1980.
- Haskell, Barbara. Claes Oldenburg, Pasadena, CA: Pasadena Art Museum, 1971.
- Höchdorfer, Achim, Claes Oldenburg: The Sixties, Prestel: USA, 2012 ISBN 3-7913-5205-9
- Johnson, Ellen H. Claes Oldenburg, Penguin Books (Harmondsworth, Middlesex, England; Baltimore, Maryland, USA; Ringwood, Victoria, Australia), 1971.
- Valentin, Eric, Claes Oldenburg, Coosje van Bruggen. Le grotesque contre le sacré, Paris, collection Art et artistes, Gallimard, 2009. ISBN 978-2-07-078627-5
- Valentin, Eric, Claes Oldenburg et Coosje van Bruggen. La sculpture comme subversion de l'architecture (1981–1997), Dijon, collection Inflexion, Les Presses du réel, 2012 ISBN 978-2-84066-450-5

## Филм
- Gerald Fox, Claes Oldenburg, документален филм, 53 мин., Arthaus Musik GmbH 2008 (1996) ISBN 978-3-939873-25-9